# Slovio
Slovio (da palavra eslava "slovo") é uma língua artificial que surgiu em 1999 por Mark Hučko.  Hučko clama que a língua pode ser relativamente fácil para não eslavos aprenderem, sendo uma alternativa a línguas como o Esperanto, que é baseada mais em palavras de raízes latinas.
Slovio foi a primeira língua construída eslava com um vocabulário substancial e uma pequena comunidade de 10-15 usuários (principalmente representantes da diáspora eslava). Apesar do forte marketing por parte de seu criador, Slovio ganhou pouco apoio entre os eslavos - foi fortemente criticado por seu caráter artificial e pelo nacionalismo radical eslavo de seus usuários - e as pessoas interessadas em uma língua pan-eslava passaram para outros projetos, principalmente o intereslavo. O projeto está inativo desde 2011. 

## Alfabeto
| Latino:   | a | b | c | cx | d | e | f | g | gx | h | i | j | k | l | m | n | o | p | r | s | sx | t | u | v | wx | z | zx |
| Cirílico: | а | б | ц | ч  | д | е | ф | г | дж | х | и | й | к | л | м | н | о | п | р | с | ш  | т | у | в | щ  | з | ж  |

| Caracteres latinos | Caracteres latinos | Caracteres cirílicos | Caracteres cirílicos | Valor fonético |
| ------------------ | ------------------ | -------------------- | -------------------- | -------------- |
| A                  | a                  | А                    | а                    | /a/            |
| B                  | b                  | Б                    | б                    | /b/            |
| C                  | c                  | Ц                    | ц                    | /t͡s/           |
| Cx                 | cx                 | Ч                    | ч                    | /t͡ʃ/           |
| D                  | d                  | Д                    | д                    | /d/            |
| E                  | e                  | Е                    | е                    | /e/            |
| F                  | f                  | Ф                    | ф                    | /f/            |
| G                  | g                  | Г                    | г                    | /ɡ/            |
| Gx                 | gx                 | ДЖ                   | дж                   | /d͡ʒ/           |
| H                  | h                  | Х                    | х                    | /h/ ou /x/     |
| I                  | i                  | И                    | и                    | /i/            |
| J                  | j                  | Й                    | й                    | /j/            |
| K                  | k                  | К                    | к                    | /k/            |
| L                  | l                  | Л                    | л                    | /l/            |
| M                  | m                  | М                    | м                    | /m/            |
| N                  | n                  | Н                    | н                    | /n/            |
| O                  | o                  | О                    | о                    | /o/            |
| P                  | p                  | П                    | п                    | /p/            |
| R                  | r                  | Р                    | р                    | /r/            |
| S                  | s                  | С                    | с                    | /s/            |
| Sx                 | sx                 | Ш                    | ш                    | /ʃ/            |
| T                  | t                  | Т                    | т                    | /t/            |
| U                  | u                  | У                    | у                    | /u/            |
| V                  | v                  | В                    | в                    | /v/            |
| Wx                 | wx                 | Щ                    | щ                    | /ʃtʃ/          |
| Z                  | z                  | З                    | з                    | /z/            |
| Zx                 | zx                 | Ж                    | ж                    | /ʒ/            |

Caracteres opcionais:
| Caracteres latinos | Caracteres latinos | Caracteres cirílicos | Caracteres cirílicos | Valor fonético                    |
| ------------------ | ------------------ | -------------------- | -------------------- | --------------------------------- |
| Hq                 | hq                 |                      |                      | sempre /h/                        |
| Hx                 | hx                 |                      |                      | sempre /x/                        |
| X                  | x                  | Кс                   | кс                   | /ks/                              |
| Q                  | q                  | Ь                    | ь                    | Palataliza a consoante precedente |
| Ja                 | ja                 | Я                    | я                    | /ja/                              |
| Jo                 | jo                 | Ё                    | ё                    | /jo/                              |
| Ju                 | ju                 | Ю                    | ю                    | /ju/                              |

## Gramática
Slovio possui uma gramática relativamente simples, baseada em uma mistura da gramática do Esperanto com elementos eslavos. Assim como em línguas eslavas naturais, novas palavras podem ser formadas com uma variedade de sufixos e prefixos. Muitas palavras são identificadas por suas terminações, tais como adjetivos, advérbios, e verbos.

### Numerais
| Número  | Número   | 0   | 1   | 2   | 3   | 4     | 5    | 6    | 7    | 8   | 9   | 10  | 20     | 30     | 100 | 1000   |
| Numeral | Latino   | nul | din | dva | tri | cxtir | piat | sxes | siem | vos | dev | des | dvades | trides | sto | tisicx |
| Numeral | Cirílico | нул | дин | два | три | чтир  | пиат | шес  | сием | вос | дев | дес | двадес | тридес | сто | тисич  |

Frações podem ser feitas adicionando -tink a um numeral. Por exemplo: dvatink = 1/2, tritink = 1/3, tri piattink = 3/5
Números ordinários podem ser feitos adicionando -ju a um numeral. Por exemplo: dinju = primeiro, dvaju = segundo
Os nomes de figuras podem também ser feitos adicionando -ugolik a um numeral. Por exemplo: triugolik = triângulo, cxtirugolik = quadrado/retângulo

### Pronomes
| Pessoa                                | Nominativo | Oblíquo | Genitivo     | Reflexivo |
| ------------------------------------- | ---------- | ------- | ------------ | --------- |
| 1ª pessoa singular                    | ja         | me      | moi, svoi    | onif      |
| 2ª pessoa singular                    | ti         | te      | tvoi, svoi   | onif      |
| 3ª pessoa singular neutra classe alta | to         | tof     | toi, svoi    | onif      |
| 3ª pessoa singular masculina          | on         | onaf    | onai, svoi   | onif      |
| 3ª pessoa singular feminina           | ona        | onof    | onoi, svoi   | onif      |
| 1ª pessoa plural                      | mi         | nams    | nasx, svoi   | onif      |
| 2ª pessoa plural                      | vi         | vams    | vasx, svoi   | seba      |
| 3ª pessoa plural                      | oni        | onif    | onivoi, svoi | seba      |

O pronome da terceira pessoa do singular classe alta to descreve pessoas ou animais altos com um gênero indefinido. Svoi é um pronome genitivo que significa "meu próprio, seu próprio (você), seu próprio (ele), seus próprios, etc.".
O acusativo do pronome da terceira pessoa do singular classe baixa pode ser opcionalmente ser escrito nam, e o dativo nas. Vams funciona da mesma maneira, opcionalmente vam para o acusativo e vas para o dativo.

### Substantivos
Substantivos não têm terminações especiais ou declinações. Substantivos podem contudo, ser feitos plural, indicar sujeito ou objeto, ou descrever direção.
Substantivos podem ser feitos plural adicionando -s. Por exemplo: okno (janela) - oknos (janelas). Se o substantivo termina em a ou uma consoante, você adiciona -is. Por exemplo: dom (casa), domis (casas). Este sufixo pode opcionalmente ser omitido se o substantivo tratado é claramente um plural.
Opcionalmente, para fazer um substantivo genitivo, o sufixo -(u)f é adicionado. Se o substantivo é plural, então ele torna-se -(i)fs.
Substantivos não são alterados se uma preposição precede eles.

### Adjetivos
Adjetivos normalmente terminam em -ju. Por exemplo: dobrju (bom), velju (grande), silaju (forte). Se a palavra termina em ia ou ie, então essa substitui ela. Por exemplo: galaktia (galáxia) - galaktju (galáctico), morie (mar) - morju (marinho). Adjetivos podem também terminar em -(e)sk se a pronunciação com -ju puder ser difícil pronunciar ou se ela é obscura ou ela é um adjetivo ou advérbio.
Se um adjetivo é fraco, então adicione -just ao adjetivo. Por exemplo: zxoltju (amarelo) - zxoltjust (amarelado, levemente amarelo). Este sufixo é um tanto equivalente ao português "-ado". O prefixo mal- ou slab- pode também ser usado na mesma maneira. Por exemplo: slabbelju (esbranquiçado).
Os opostos dos adjetivos podem ser formados com o prefixo bez-. Por exemplo: bezdobrju (mau); opasju (perigoso) - bezopasju (seguro).
Comparativos e Superlativos
- Para fazer um adjetivo maior, preceda ele com plus ou bolsx ou adicione -jusx. Por exemplo: plus velju, bolsx velju, veljusx (maior); mlodju (jovem) - plus mlodju (mais jovem); Ti es krasjusx cxem ja. (Você é mais bonito que eu). Para fazer ele menor, preceda ele com mensx  ou minus. Por exemplo: mensz velju, minus velju (menor).

- Para fazer ele na maioria, preceda ele com maks ou nai-. Por exemplo: maks velju, naivelju (o maior); maks mlodju (o mais novo).

- Para fazer ele menos importante, preceda ele com min ou naimensx. Por exemplo: min velju, naimensx velju (o menos grande/o menor); min mlodju, naimensx mlodju (o menos jovem).

Particípios adjetivos
- Para fazer particípios adjetivos, ou os particípios adjetivos ativos -bsju para o futuro, -tsju para o presente, -lsju  para o pretérito, ou os particípios adjetivos passivos -bju para o futuro, tju para o presente, lju para o pretérito.

- Para fazer um adjetivo um verbo ativo, adicione -juvit ao radical. O -t pode ser mudado para alterar seu tempo. dobrjuvit (fazer melhor/melhorar), veljuvit (alargar/fazer maior).

- Para fazer um verbo passivo, adicione -juvsit ao radical. dobrjuvsit (tornar melhor/melhor a si mesmo), veljuvsit (crescer/tornar-se maior).

Adjetivos não têm uma forma plural.

### Verbos
Os verbos do Slovio podem ter várias terminações. Para criar o infinitivo e o presente, adicione -vit se o radical termina em um o, -it se ele termina em uma consoante, e -t e opcionalmente -vit se ele termina em a, e, i, or u.
Outras conjugações podem ser derivadas do infinitivo substituindo -t com a terminação que corresponde ao tempo que for necessário. Substitua ele com -b para o futuro, -l para o pretérito, e -lbi para condicional, e -j para imperativo. As exceções a esta regra são es (ser/estar), mozx (poder), hce (querer) dolzx (dever), e dolzxbi (deveria). Es é substituido por outros verbos ajudando a mudarem seu tempo, mozx, dolzx, e dolzxbi são precedidos por outros verbos ajudando a mudarem seu tempo, e hce é simplesmente um variante de hotit (querer).
Os verbos auxiliares são bu (fará/será), es (faz/é), bil (fez/tem feito/foi), e bi (teria feito/teria sido).
- Para fazer o verbo mostrar duração ou repetição, adicione -va- entre o radical o sufixo de tempo. Este afixo é como o português "costumava" no pretérito. Por exemplo: Ja cxudovil (Eu perguntei) - Ja cxudovavil (Eu costumava me perguntar).

- Para fazer ele mostrar conclusão, adicione o prefixo zu-.

- Para fazer um verbo em um substantivo que é a ação ou atividade do verbo, adicione -(e)nie, -ie, -(a)cia, ou -ba. Estes sufixos são usados similarmente em português "-mento". Por exemplo: vidit (ver) - videnie, viditie (visto/visão); razvit (desenvolver) - razvitie, razvenie (desenvolvimento), sluzxit (servir), sluzxba (serviço).

- Para fazer o verbo um adjetivo com possibilidade, adicione -mozxju ou -mju. Por exemplo: vidit (ver) - vidimozxju ou vidimju (visível), mozg-cxistit (fazer lavagem cerebral) mozg-cxistimju (lavável cerebral). Para fazer um advérbio com possibilidade, adicione -mozxuo ou -muo. Por exemplo, vidimozxuo ou vidimuo (visivelmente).

- Para fazer um substantivo com possibilidade, adicione -mozxost ou -most. Por exemplo, vidimozxost ou vidimost (visibidade). Estes sufixos são similares ao português "-ável".

- Para fazer um adjetivo com necessidade, adicione -nuzxju. Por exemplo, vidit (ver) - vidinuzxju (que precisa ser visto). Para fazer ele um advérbio com necessidade, adicione -nuzxuo. Por exemplo, vidinuzxuo (com uma necessidade de ser visto).

- Para fazer ele um substantivo com necessidade, adicione -nuzxost. Por exemplo, vidinuzxost (a necessidade de ser visto/necessidade de ver alguma coisa). Estes sufixos são similares ao português "precisa ser".

- Para fazer um adjetivo com obrigação, adicione -dolzxju. Por exemplo, vidit (ver) - vididolzxju(que deve ser visto). Para fazer ele um advérbio com obrigação, adicione -dolzxuo. Por exemplo, vididolzxuo (com obrigação de ser visto).

- Para fazer ele um substantivo com necessidade, adicione -dolzxost. Por exemplo, vididolzxost (a obrigação de ser visto).

### Advérbios
Advérbios normalmente terminam em -uo. Por exemplo, dobruo (bem), bistruo (rapidamente). Eles podem também terminar em -(e)sk se a pronunciação com -uo é difícil ou ela é obscura se ele é um advérbio ou adjetivo.
Os opostos dos advérbios podem ser formados com o prefixo bez-. Por exemplo, opasuo (perigosamente), bezopasuo (seguramente).
Comparativos e Superlativos
- Para fazer um advérbio maior, preceda ele com plus ou bolsx ou adicione -ue. Por exemplo, plus bistruo, bolsx bistruo, bistrue (mais rápido); plus dobruo, bolsx dobruo, dobrue (melhor).

- Para fazer ele menor, preceda ele com mensx  ou minus. Por exemplo, mensx bistruo, minus bistruo (menos rápido/devagar); mensx dobruo, minus dobruo (menos bem).

- Para fazer ele na maioria, preceda ele com maks ou nai-. Por exemplo, maks bistruo, naibistruo (o mais rápido); maks dobruo, naidobruo (o melhor).

- Para fazer ele menos importante, preceda ele com min ou naimensx. Por exemplo, min velju, naimensx velju (o menos grande/o menor); min mlodju, naimensx mlodju (o menos jovem); min dobruo, naimensx dobruo (o menos bem).

### Ordem de palavras
A ordem usual de palavras para o Slovio é "Sujeito-Verbo-Objeto". Por exemplo, Mlodic lubil mlodica. (O menino amou a menina). Se o sujeito e o objeto devem ser trocados, -(u)f é adicionado ao objeto. Por exemplo, "Mlodicaf lubil mlodic." (O menino amou a menina). Se o objeto é plural, a terminação é alterada para -(i)fs. Esta terminação pode também enfatizar direção: 
Peter sidijt na stul. (Pedro está sentado em uma cadeira.)
Peter sidijt na stuluf. (Pedro está sentando em uma cadeira.) (Direção)
Peter idijt v sxkol. (Pedro está caminhando dentro da escola.)
Peter idijt v sxkoluf. (Pedro está caminhando em direção à escola.) (Direção)
Peter idijt na gora. (Pedro está andando em uma montanha.)
Peter idijt na goraf. (Pedro está indo para uma montanha.) (Direção)
Peter sberijt gribis v les. (Pedro está pegando cogumelos em uma floresta.)
Peter bu idit sberit gribis v lesuf. (Pedro vai escolher cogumelos em uma floresta.) (Direção)

Adjetivos usualmente vêm antes do substantivo, mas podem também vir depois. Por exemplo, dobrju mlodic = mlodic dobrju (bom garoto).

## Exemplo de texto
Marcos 16:1-8
Passado o sábado, Maria Madalena, Maria, mãe de Tiago, e Salomé compraram aromas para ir embalsamá-lo.
Muito cedo no primeiro dia da semana foram ao túmulo, tendo já saído o sol.
Diziam entre si: Quem nos há de remover a pedra da entrada do túmulo?
Olhando, notaram que a pedra já estava removida; pois era muito grande.
Entrando no túmulo, viram um moço sentado ao lado direito, vestido de um alvo manto, e ficaram atemorizadas.
Ele lhes disse: Não vos atemorizeis; buscais a Jesus o Nazareno; que foi crucificado; ele ressurgiu, não está aqui; vede o lugar onde o puseram.
Mas ide dizer a seus discípulos e a Pedro que ele vai adiante de vós para a Galiléia; lá o vereis, como ele vos disse.
Saindo, fugiram do túmulo, porque o temor e espanto as tinham acometido; não disseram nada a ninguém, porque estavam possuídas de medo.
Latino
Posle Sabat koncil, Maria Magdalena i Maria, Jakubvoi i Salomavoi mama, kupili pikantis, abi mozxili jeg namazat. I velm ranuo, om pervju den siemdenuf, posle sunce visxil, oni idili ko grobuf. I oni skazali drug druguf, "Kto bu ottiskit tot kamen pred vhod grobuf dla nams?". Pogledits, oni vidili zxe kamen bil ottiskilju - to bil velm velju kamen. Vstupits vo grobuf oni vidili mlodju muzx, siditsju na pravju storon, odevilju vo belju toga, i oni bili trevogilju. On onif skazal, "Ne bu trevogju. Vi iskate Jesus iz Nazaret, ktor bil ukrestilju. On visxil; on ne es tugde. Vidijte mesto gde jeg kladili. Idijte i skazajte jeg priverzxnikis i Peter zxe on bu idit pred vams vo Galileaf. Tamgde vi jeg bu naidit, takak on vams skazal." I oni izhodili i otbegili ot grob ibo oni bili hvatilju ot trepetenie i udiv, i oni skazali nisxto niktof, ibo oni boiali.
Cirílico
После Сабат концил, Мариа Магдалена и Мариа, Йакубвои и Саломавои мама, купили пикантис, аби можили йег намазат. И велм рануо, ом первйу ден сиемденуф, после сунце вишил, они сказали друг другуф, “Кто бу оттискит тот камен пред вход гробуф дла намс?”. Погледитс, они видили же камен бил оттискилйу – то бил велм велйу камен. Вступитс во гробуф они видили млодйу муж, сидитсйу на правйу сторон, одевилйу во белйу тога, и они били тревогилйу. Он ониф сказал, “Не бу тревогйу. Ви искате Йесус из Назарет, ктор бил укрестилйу. Он вишил; он не ес тугде. Видийте место где йег кладили. Идийте и сказайте йег привержникис и Петер же он бу идит пред вамс во Галилеаф. Тамгде ви йег бу наидит, такак он вамс сказал.” И они изходили и отбегили от гроб ибо они били хватилйу от трепетение и удив, и они сказали ништо никтоф, ибо они боиали.